# سلسله گورجارا-پراتیهارا

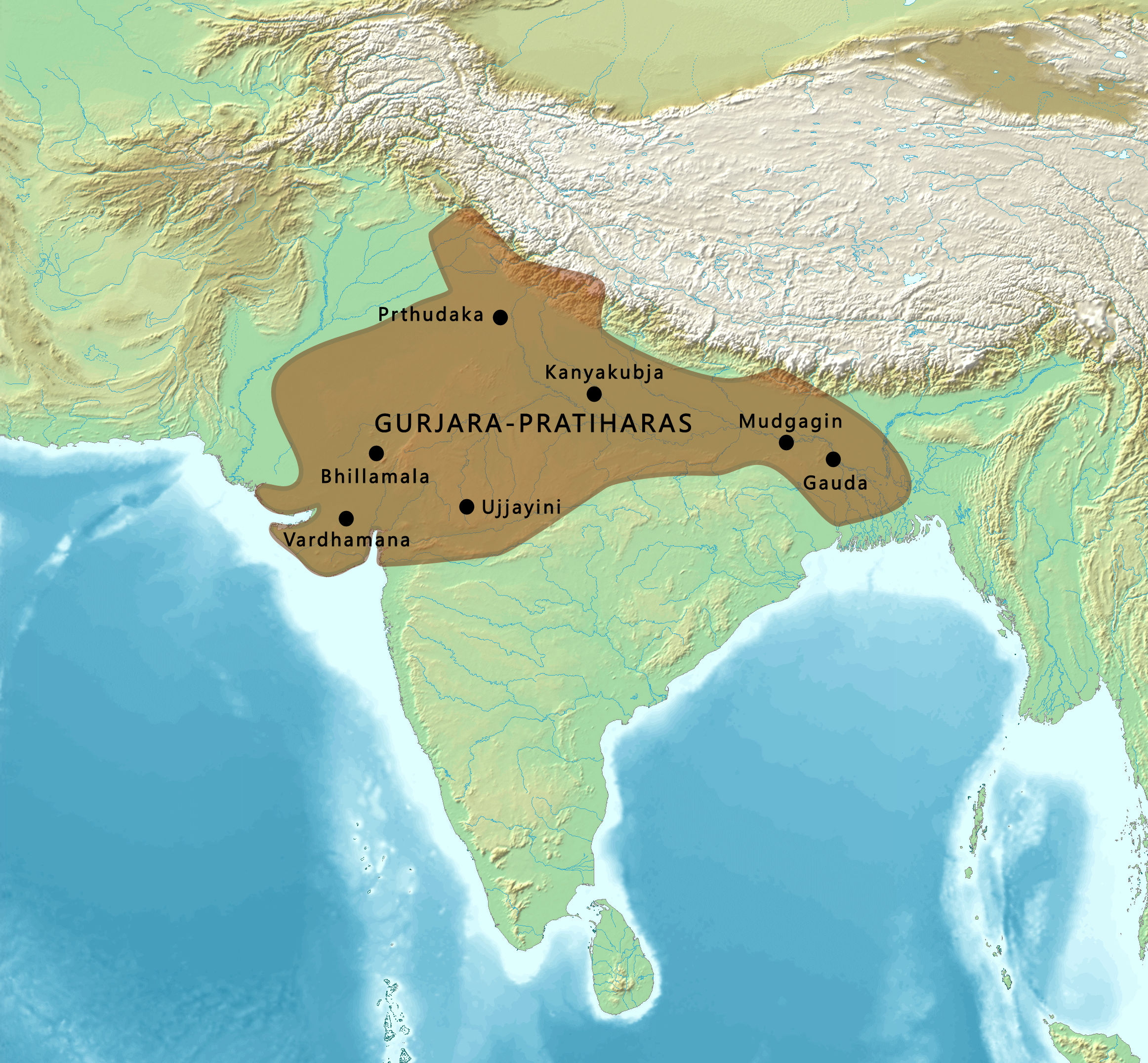
گسترهٔ قلمرو گورجارا-پراتیهارا از ۸۰۰ تا ۹۵۰ میلادی.

گورجارا-پراتیهارا (انگلیسی: Gurjara-Pratihara) سلسله‌ای بودند که از اواسط قرن هشتم تا قرن یازدهم میلادی بر بخش بزرگی از هند فرمانروایی می‌کردند. آنها ابتدا در اوجائین و سپس در قنوج حکومت می‌کردند.
این سلسله نقش مهمی در جلوگیری از پیشروی اعراب به سمت شرق رود سند داشت. ناگابهاتا اول، سپاه عرب را در نبردهای خلافت در هند شکست داد. در زمان ناگابهاتا دوم، گورجارا-پراتیهاراها به قدرتمندترین دودمان در شمال هند تبدیل شدند. پس از او پسرش رامابهادرا و سپس نوه‌اش میهیرا بهوجا به حکومت رسیدند. در زمان بهوجا و جانشین او ماهندراپالا اول، این سلسله به اوج شکوفایی و قدرت خود رسید و قلمرو آن از مرز سند در غرب تا بنگال در شرق و از هیمالیا در شمال تا مناطقی فراتر از نرمدا در جنوب گسترش یافت. این گسترش، منجر به درگیری با امپراتوری‌های راشترکوته و پالا برای کنترل شبه‌قاره هند شد. در این دوره، پراتیهارا امپراتوری عنوان «مهاراجه دیراجه آریاورته» (شاه بزرگ شاهان سرزمین‌های آریایی) را به خود اختصاص داد.
گورجارا-پراتیهاراها به خاطر مجسمه‌ها، آثار حکاکی‌شده و معابد سبک غرفه باز خود شناخته شده‌اند. بزرگ‌ترین توسعه سبک معبد سازی آنها در خاجوراهو بود که اکنون میراث جهانی است.
قدرت این دودمان به دلیل درگیری‌های داخلی و حمله بزرگ حاکم راشترکوته، ایندرا سوم، که در حدود سال ۹۱۶ قنوج را غارت کرد، تضعیف شد. این سلسله هرگز نفوذ سابق خود را به دست نیاورد و فئودال‌های آن به تدریج قدرتمندتر شده و اعلام استقلال کردند. در پایان قرن دهم، این سلسله کنترل کمی بیش از منطقه دوآب گنگ را در دست داشت. آخرین پادشاه مهم آنها، راجیاپالا، در سال ۱۰۱۸ توسط محمود غزنوی از قنوج رانده شد.

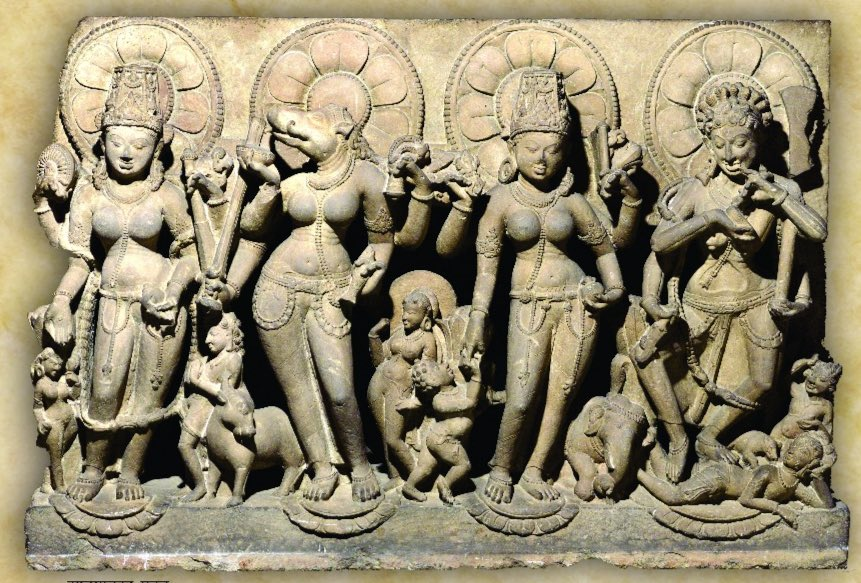
A panel depicting the ماتریکاس، قنوج، 9th-10 century, Pratihara dynasty

خاستگاه سلسله گورجارا-پراتیهارا و معنای واژه «گورجارا» در نام آن، همچنان محل بحث مورخان است. حاکمان این سلسله خود را «پراتیهارا» می‌نامیدند و هرگز از عنوان گورجارا استفاده نمی‌کردند. آنها ادعا می‌کردند که از نسل قهرمان افسانه‌ای لاکشمانا هستند که به عنوان نگهبان برای برادرش راما خدمت می‌کرده است.
با این حال، کتیبه‌های متعدد سلسله‌های همسایه، پراتیهاراها را به عنوان «گورجارا» توصیف می‌کنند. [۱۳] تنها مدرکی که اصطلاح «گورجارا-پراتیهارا» را به کار می‌برد، کتیبه‌ای از یک حاکم محلی به نام Mathanadeva است که خود را «گورجارا-پراتیهارا» می‌نامد. یک نظریه این است که گورجارا نام سرزمینی بوده که در ابتدا توسط پراتیهاراها اداره می‌شده است (به گورجارادسا مراجعه کنید) و به تدریج این نام به مردم این سرزمین اطلاق شده است. نظریه دیگر این است که مردم گوجر نام قبیله‌ای بوده که این سلسله به آن تعلق داشته و پراتیهارا یکی از خاندان‌های این قبیله بوده است. [۱۴]
در میان کسانی که معتقدند اصطلاح گورجارا در اصل یک نام قبیله‌ای بوده، اختلاف نظر وجود دارد که آیا آنها هندی بومی یا خارجی بوده‌اند. طرفداران نظریه خاستگاه خارجی به ظهور ناگهانی گورجارا-پراتیهاراها به عنوان یک قدرت سیاسی در شمال هند در حدود قرن ششم میلادی اشاره می‌کنند که اندکی پس از حمله هون‌ها به آن منطقه رخ داد. به گفته آنها، گورجارا-پراتیهاراها احتمالاً از ترکیب هون‌های سفید و عناصر بومی هندی تشکیل شده‌اند و می‌توان آنها را یک دولت هونی در نظر گرفت، اگرچه ریشه‌های دقیق آنها مشخص نیست. منتقدان نظریه منشأ خارجی معتقدند که هیچ مدرک قطعی برای این ادعا وجود ندارد و آنها به خوبی با فرهنگ هند سازگار شده بودند. علاوه بر این، اگر آنها از طریق شمال غربی به هند حمله کرده بودند، انتخاب منطقه نیمه‌خشک راجستان امروزی به جای جلگه حاصلخیز سند و گنگ، غیرقابل توضیح است.
طبق افسانه آگنی‌ونشا که در دست‌نوشته‌های بعدی پریت‌ویراج راسو آمده است، سلسله‌های پراتیهارا، پارامارا، چوهان و چالوکیا از یک گودال آتش قربانی در کوه ابو سرچشمه گرفته‌اند. برخی مورخان دوران استعمار این اسطوره را به عنوان نشانه‌ای از خاستگاه خارجی این سلسله‌ها تفسیر کرده‌اند. بر اساس این نظریه، بیگانگان پس از انجام یک مراسم آتش در نظام کاست هندو پذیرفته شدند. با این حال، این افسانه در اولین نسخه‌های موجود از پریت‌ویراج راسو یافت نمی‌شود و بر اساس یک افسانه پارامارا است. در واقع، سخن‌سرا‌های راجپوت قرن شانزدهم برای تقویت وحدت راجپوت در برابر گورکانی‌ها، ادعای‌تبار قهرمانانه قبایل را مطرح کرده‌اند.
مرکز اصلی قدرت پراتیهارا محل بحث و اختلاف نظر است. برخی مورخان بر این باورند که واتساراجا در اوجائین حکومت می‌کرد، در حالی که برخی دیگر معتقدند پایتخت اصلی در منطقه بهینمال جالور بوده است. این اختلاف نظرها به دلیل تفاسیر متفاوت از متون تاریخی و شواهد موجود است.

## حاکمان اولیه
ناگابهاتا اول (۷۶۰–۷۳۹) احتمالاً در ابتدا تحت فرمان چاوداهای بهینمال بود. او پس از سقوط پادشاهی چاودا در جریان مقاومت در برابر حمله اعراب که سند را تحت کنترل داشتند، به قدرت رسید. ناگابهاتا اول قلمرو خود را به سمت شرق و جنوب گسترش داد و مناطقی از جمله مالوا را تا گوالیور و بندر بهاروچ در گجرات فتح کرد. او پایتخت خود را در اوجائین در مالوا تأسیس کرد و جلوی پیشروی اعراب را که در سند مستقر شده بودند، گرفت. در این نبرد (۷۳۸ میلادی)، ناگابهاتا رهبری اتحاد پراتیهاراها را برای شکست اعراب مسلمان بر عهده داشت. کتیبه‌ای از میهیرا بهوجا، ناگابهاتا را به عنوان ناجی مردم مظلوم در برابر ظلم و ستم حاکم قدرتمند ملیکجه توصیف می‌کند. پس از ناگابهاتا اول، دو جانشین ضعیف به نام‌های دواراج و کاکوکا به حکومت رسیدند و پس از آنها، واتساراجا (۸۰۵–۷۷۵) به قدرت رسید.

## مقاومت در برابر خلافت
در کتیبه گالیور آمده است که ناگابهاتا، امپراتور گورجارا-پراتیهارا، ارتش بزرگ پادشاه ملچها را شکست داد. این ارتش بزرگ شامل سواره نظام، پیاده‌نظام، توپخانه و شتر بود. تمیم، فرماندار جدید، نیرویی متشکل از سواره نظام سوری از دمشق، نیروهای محلی عرب، هندوهای گرویده به اسلام و مزدوران خارجی مانند ترک‌ها را در اختیار داشت. تعداد کل ارتش مهاجم بین ۱۰ تا ۱۵ هزار سواره نظام، ۵۰۰۰ پیاده‌نظام و ۲۰۰۰ شتر تخمین زده می‌شود.
سلیمان، وقایع‌نگار عرب، ارتش پراتیهاراها را در سال ۸۵۱ میلادی اینگونه توصیف می‌کند: «حاکم گورجارا نیروهای زیادی دارد و هیچ شاهزاده هندی دیگری سواره‌نظام به این خوبی ندارد. او با اعراب دوست نیست، اما اذعان می‌کند که پادشاه اعراب بزرگ‌ترین فرمانروایان است. در میان شاهزادگان هند، دشمن بزرگتری از او برای اسلام وجود ندارد. او ثروت زیادی دارد و شتران و اسب‌هایش بی‌شمارند.»

## فتح قنوج و گسترش بیشتر قلمرو
واتساراجا پس از تسلط بر بخش بزرگی از راجستان، قصد داشت بر تمام سرزمین‌های بین دو دریا حکومت کند. او در متون تاریخی به عنوان «ارباب بخش غربی» توصیف شده است. واتساراجا به لشکرکشی علیه پالاها تحت فرمان دارماپالا در بنگال پرداخت. این درگیری‌ها بین پالاها و پراتیهاراها ادامه داشت و در نهایت منجر به شکست دارماپالا و تصرف دو چتر سلطنتی او شد. واتساراجا با پیروزی‌های پی در پی، قلمرو خود را به بخش بزرگی از شمال هند، از بیابان تار در غرب تا مرزهای بنگال در شرق، گسترش داد.
پس از مرگ هارشا بدون وارث، کلان‌شهر قنوج دچار خلاء قدرت شد و امپراتوری او فروپاشید. حدود یک قرن بعد، یاشووارمان قدرت را در دست گرفت، اما موقعیت او به اتحاد با لالیتادیتا موکتاپیدا وابسته بود. با تضعیف یاشووارمان توسط موکتاپیدا، مبارزه‌ای سه جانبه برای کنترل شهر بین پراتیهاراها، پالاها و راشتراکوتاها آغاز شد. واتساراجا با موفقیت بر دارماپالا، حاکم پالا، و دانتیدورگا، پادشاه راشترکوته، پیروز شد و کنترل قنوج را به دست گرفت.
حدود سال ۷۸۶، درووا، حاکم راشتراکوتا (۷۹۳–۷۸۰)، از رود نرمدا به سمت مالوا عبور کرد و از آنجا تلاش کرد تا قنوج را تصرف کند. واتساراجا در حدود سال ۸۰۰ توسط درووا داراوارشا از سلسله راشتراکوتا شکست خورد. پس از واتساراجا، ناگابهاتای دوم (۸۳۳–۸۰۵) به سلطنت رسید که در ابتدا توسط گوویندا سوم (۸۱۴–۷۹۳) حاکم راشتراکوتا شکست خورد، اما بعداً مالوا را از راشتراکوتاها پس گرفت، قنوج و جلگه سند و گنگ را تا بیهار از پالاها فتح کرد و بار دیگر مانع پیشروی مسلمانان در غرب شد. او معبد بزرگ شیوا را در سومنات در گجرات بازسازی کرد که در حمله اعراب از ایالت سند ویران شده بود. قنوج به مرکز حکومت گورجارا-پراتیهارا تبدیل شد که در اوج قدرت خود، حدوداً بین سال‌های ۸۳۶ تا ۹۱۰، بیشتر شمال هند را تحت پوشش قرار داد. میهیرا بهوجا ابتدا با سرکوب فئودال‌های شورشی در راجستان، قلمرو خود را تثبیت کرد و سپس توجه خود را به دشمنان قدیمی، پالاها و راشتراکوتاها، معطوف کرد. پالاهای بنگال، به رهبری پادشاه دواپالا (۸۵۰–۸۱۰)، به این شهرت داشتند که:
«نسل اوتکالاها را ریشه‌کن کردند، غرور هون‌ها را فرو شکستند و غرور دراویداها و پراتیهاراها را پراکنده کردند.»
- کتیبه ستون بدال

## میهیرا بهوجا
زمانی که میهیرا بهوجا کار خود را آغاز کرد، شکست‌ها و ناکامی‌هایی که پدرش رامابهادرا متحمل شده بود، اعتبار خاندان سلطنتی پراتیهارا را به میزان قابل توجهی کاهش داده بود. او به امپراتوری پالا بنگال حمله کرد اما توسط دواپالا شکست خورد.
سپس او یک کارزار را برای فتح سرزمین‌های جنوب امپراتوری خود آغاز کرد و موفق شد، ملوا، دکن و گجرات فتح شدند. در گجرات، او وارد جنگ جانشینی تاج و تخت گجرات بین درووا دوم از سلسله گجرات راشتراکوتا و برادر کوچکترش شد. بهوجا در حالی که از برادر کوچکتر درووا حمایت می‌کرد، یک حمله سواره نظام به گجرات علیه درووا انجام داد. اگرچه این حمله توسط درووا دوم دفع شد، بهوجا اول توانست بر بخش‌هایی از گجرات و مالوا تسلط یابد.
مجسمه شیوا و پارواتی، قرن ۹–۱۰ میلادی، دوران پراتیهارا
هارشا، رئیس گوهیلاس از چاتسو، فئودال بهوجا، چنین توصیف شده است:
«شکست حاکمان شمالی با کمک نیروی فیل‌های قدرتمند» و «ارائه وفادارانه به بهوجا نژاد ویژه اسب‌های «شریوامشا» که می‌توانستند به راحتی از دریاهای شنی عبور کنند.»
او به تدریج با فتح مناطقی در راجستان، گجرات و مادیا پرادش امپراتوری را بازسازی کرد. بهوجا علاوه بر یک فاتح، یک دیپلمات بزرگ نیز بود. [۳۷] پادشاهی‌هایی که فتح شدند و سلطنت او را به رسمیت شناختند عبارتند از تراوانی، والا، مادا، آریا، گجراترا، لتا پاروارتا و چاندلاهای بوندلخند. کتیبه دولت‌پوره-دائوسا بهوجا (۸۴۳ میلادی) حکومت او را در منطقه دائوسا تأیید می‌کند. کتیبه دیگری می‌گوید: «سرزمین‌های بهوجا تا شرق رودخانه ستلج امتداد داشت».
Rajatarangini کالهانا بیان می‌کند که سرزمین‌های بهوجا تا شمال کشمیر امتداد داشته است و بهوجا با شکست دادن سلسله حاکم «تاکیکا» بر منطقه پنجاب پیروز شده است.
بهوجا پس از مرگ دواپالا، پادشاه پالا نارایاناپالا را شکست داد و مرزهای خود را به سمت شرق به مناطق تحت کنترل پالا در نزدیکی گورکپور گسترش داد.
حدود العالم، یک متن جغرافیایی فارسی قرن دهم، بیان می‌کند که اکثر پادشاهان هند برتری «رای قنوج» قدرتمند را به رسمیت می‌شناسند (قنوج پایتخت پراتیهاراهای امپراتوری بود) که ارتش قدرتمند آن دارای ۱۵۰۰۰۰ سواره نظام قوی و ۸۰۰ فیل جنگی بود.
پسرش ماهندراپال اول (۹۱۰–۸۹۰)، بیشتر به سمت شرق در امپراتوری ماگدها، بنگال و آسام گسترش یافت.

## زوال
قلمرو بسیار کاهش یافته گورجارا-پراتیهارا در سال ۱۰۰۰، و حکومت‌های همسایه آسیای جنوبی، در آستانه حمله غزنویان به شبه قاره.
بهوجا دوم (۹۱۲–۹۱۰) توسط ماخیپالا اول (۹۴۴–۹۱۲) سرنگون شد. چندین فئودال امپراتوری از ضعف موقت گورجارا-پراتیهاراها برای اعلام استقلال خود استفاده کردند، به ویژه پاراماراهای مالوا، چاندلاهای بوندلخند، کالاتچوری‌های ماهاکوشال، توماراهای هاریانا و چاهاماناهای شکامبهاری. ایندرا سوم، امپراتور هند جنوبی (۹۲۸–۹۱۴) از سلسله راشتراکوتا، در سال ۹۱۶ به‌طور خلاصه قنوج را تصرف کرد و اگرچه پراتیهاراها این شهر را پس گرفتند، اما موقعیت آنها در قرن دهم به تضعیف ادامه داد، تا حدی در نتیجه از دست دادن همزمان مبارزه با حملات مردم ترک از غرب، حملات سلسله راشتراکوتا از جنوب و پیشروی‌های پالا در شرق. گورجارا-پراتیهاراها کنترل راجستان را به فئودال‌های خود از دست دادند و چاندلاها قلعه استراتژیک گوالیور را در مرکز هند در حدود سال ۹۵۰ تصرف کردند. در پایان قرن دهم، قلمرو گورجارا-پراتیهارا به ایالت کوچکی در مرکز قنوج کاهش یافت.
محمود غزنوی در سال ۱۰۱۸ قنوج را تصرف کرد و راجاپالا، حاکم پراتیهارا، گریخت. او متعاقباً توسط ویدیادارا، حاکم چاندلا، دستگیر و کشته شد. سپس حاکم چاندلا، تریلوچانپالا، پسر راجاپالا را به عنوان جانشین بر تخت سلطنت نشاند. جاساپالا، آخرین حاکم گورجارا-پراتیهارا قنوج، در سال ۱۰۳۶ درگذشت.
سلسله امپراتوری پراتیهارا پس از حمله غزنویان به چندین ایالت کوچک تقسیم شد. این شاخه‌ها برای قلمرو با یکدیگر می‌جنگیدند و یکی از شاخه‌ها تا قرن چهاردهم بر ماندور حکومت می‌کرد. این شاخه پراتیهارا با رائو چاندا از قبیله راتور روابط زناشویی داشت و ماندور را به عنوان جهیزیه به چاندا داد. این به‌طور خاص برای تشکیل یک اتحاد علیه ترک‌های امپراتوری تغلق انجام شد.